# Rover
Rover Company — британська автомобілебудівна компанія. Була ліквідована в 2005 році, марку Rover хотіла купити китайська компанія SAIC, але торгова марка була продана концерну Ford.
У березні 2008 року Tata Motors придбала в компанії Ford марки Jaguar і Land Rover, а також права на товарні знаки Daimler Motor Company і Lanchester Motor Company та бренд Rover. В даний час автомобілі під маркою «Rover» не випускаються.

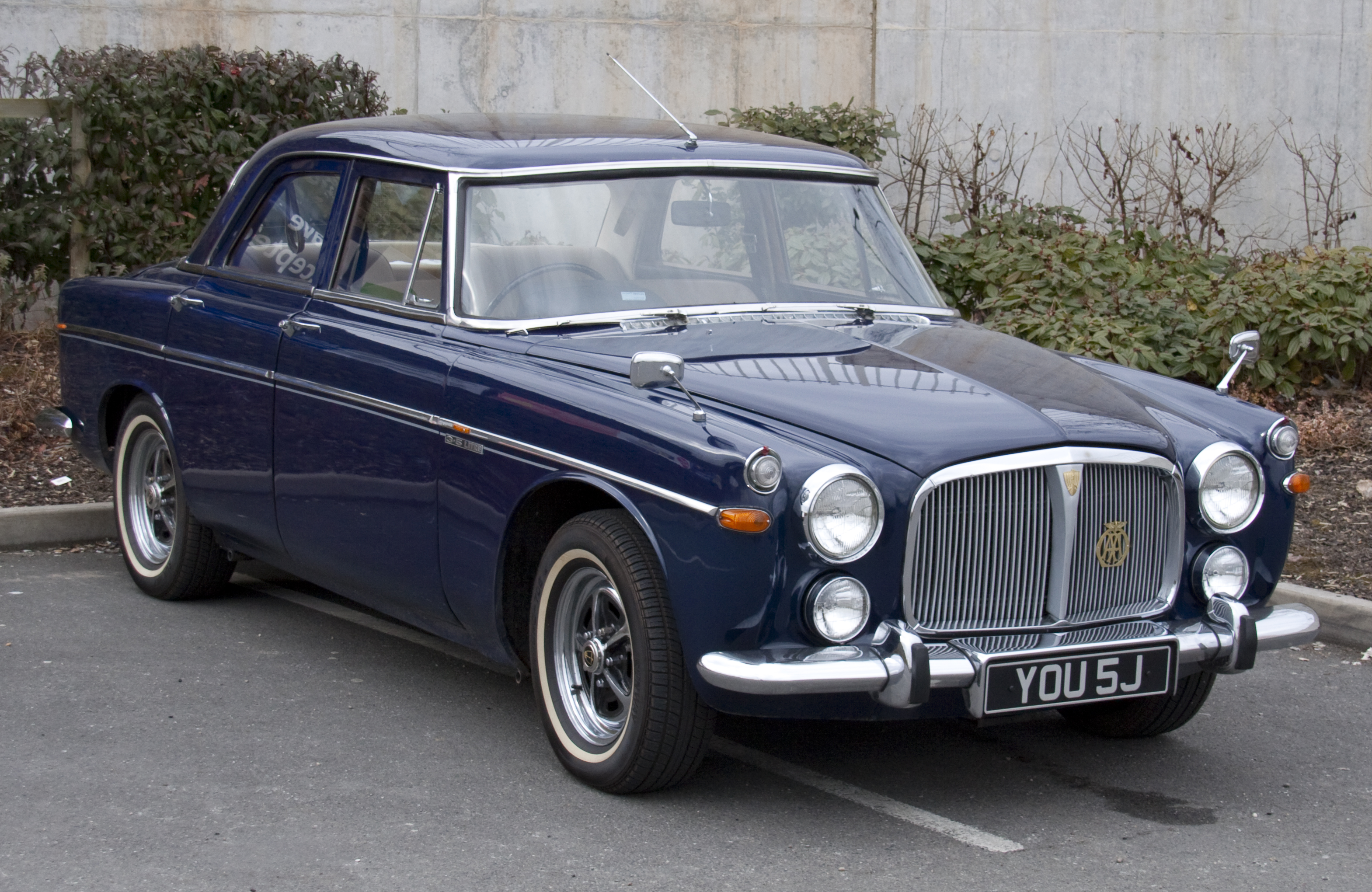
Rover P5 3.5 l

Тому SAIC виготовляє нові моделі не під брендом Rover, а під аналогічним Roewe на азійському ринку, а на інших ринках під брендом MG.